# 皮肤溃疡
皮肤溃疡（英語：Skin Ulcer）指的是皮肤或者黏膜上出现的疮，并伴有组织脱落的迹象。皮肤溃疡可导致表皮完全脱落，此外真皮甚至皮下脂肪也时有部分脱落的情况。